# Esclavagismo (ecologia)
Esclavagismo é um tipo de relação ecológica entre seres vivos na qual um ser vivo se aproveita das atividades, do trabalho ou de produtos produzidos por outros seres vivos. 
Existem duas modalidades de esclavagismo:
- Esclavagismo interespecífico
- Esclavagismo intraespecífico

Esclavagismo interespecífico é uma modalidade de esclavagismo quando esse tipo de relação ocorre entre indivíduos de diferentes espécies de seres vivos, exemplos:
- humanos e abelhas
- esquilos e pica-paus
- fragatas e gaivota

## Esclavagismo interespecífico
Nossa superpopulação de seres humanos pratica o esclavagismo em praticamente todas as atividades agropecuárias e em todas as áreas da zootecnia. Todas as atividades de domesticação feita pelos humanos são relações de esclavagismo interespecífico, exemplos: apicultura, aquicultura, avicultura, caprinocultura, cunicultura, equinocultura, ovinocultura, sericicultura, suinocultura.
Apicultura: Relação onde o homem cuida e protege as abelhas para obter diversos produtos como o mel, cera de abelha, própolis, geléia real, pólem além é claro do precioso trabalho de polinização feito pelas abelhas em suas lavouras e pomares.
Ranicultura: Relação onde o homem cuida e protege as rãs para obter produtos como a carne de rã, o couro de rã além é claro obter o precioso trabalho das rãs que é o de comerem insetos nocivos ao homem.
Bovinocultura: Relação onde o homem cuida e protege os bovinos para obter produtos como a carne bovina, o leite, o couro, os ossos e outros produtos derivados dessa nossa relação com os bovinos.

## Esclavagismo intraespecífico
Esclavagismo intraespecífico é uma outra modalidade de esclavagismo que ocorre quando esse tipo de relação se desenvolve entre indivíduos da mesma espécie, exemplos:
O leão "macho alfa" do bando é um esclavagista porque se aproveita do trabalho das leoas.
A hiena "matriarca" do bando é uma esclavagista porque se aproveita do trabalho do bando.
O homem é ou já foi esclavagista se aproveitando do trabalho de escravos.